# Tubulipora gracillima
Tubulipora gracillima är en mossdjursart som beskrevs av John Borg 1944. Tubulipora gracillima ingår i släktet Tubulipora och familjen Tubuliporidae.
Artens utbredningsområde är havet kring Nya Zeeland. Inga underarter finns listade i Catalogue of Life.